# Miconicoccus ruebsaameni
Miconicoccus ruebsaameni är en insektsart som beskrevs av Williams och Miller 1999. Miconicoccus ruebsaameni ingår i släktet Miconicoccus och familjen ullsköldlöss.
Artens utbredningsområde är Peru. Inga underarter finns listade i Catalogue of Life.